# Anne Schützenberger
Anne Ancelin Schützenberger (Moscú, 29 de marzo de 1919-23 de marzo de 2018) fue una psicóloga, abogada y profesora rusa nacionalizada francesa.
Tenía una licenciatura en derecho y un doctorado en psicología. Durante la Segunda Guerra Mundial, participó en la Resistencia y en 1945 recibió el Prix de l'Aide Alliée à la Résistance. Una beca Fulbright le permitió especializarse en psicología social y dinámica de grupo en los Estados Unidos, donde trabajó con Margaret Mead y Gregory Bateson en el grupo de Palo Alto. Fue cofundadora de la Asociación Internacional de Psicoterapia de Grupo y, desde 1967, profesora emérita de la Universidad de Niza.
Entre sus obras destacan ¡Ay, mis ancestros! (1988), Salir del duelo (2005) y La voluntad de vivir (2009).

## Biografía
Schützenberger nació en 1919 en Moscú, Rusia, pero creció en París, donde tomó clases universitarias de matemática y filosofía. Alcanzó una licenciatura en derecho, un doctorado en psicología y un doctorado en letras. Durante la Segunda Guerra Mundial, participó de la Resistencia francesa; su casa en el centro de París fue destruida por los alemanes el 6 de junio de 1944, posiblemente por la unidad armada 2.ª División SS Das Reich. Desde 1944 a 1946, fue secretaria regional de Languedoc-Roussillon en Montpellier. En 1948, se casó con el científico francés Marcel-Paul Schützenberger en Londres pero se divorció un año más tarde.
En 1950, recibió una beca Fulbright para especializarse en psicología social y dinámica de grupos en los Estados Unidos por tres años. Desde 1951 a 1952, realizó pasantías en el Instituto Moreno de Nueva York y obtuvo el título de «PET» y el diploma de «Director del Instituto Moreno». En París, ejerció el psicoanálisis clásico durante un largo tiempo con el antropólogo Robert Gessain y Françoise Dolto. Trabajó con pacientes psicóticos y sus familias en la Clínica de la Mujer del Hospital Santa Ana, París, y se interesó por la comunicación no verbal junto a Erwin Goffman y Ray Birdwhistell.
Participó como pasante y luego como investigadora en el CERP (Centre d'Études et Recherches Psychotechniques), una dependencia del Ministerio de Trabajo de Francia (ANIFRMO) y el Centro Nacional para la Investigación Científica (CNRS). Creó junto con Gérard Milhaud y algunos alumnos el Boletín de Estudiantes de Psicología de la Universidad de París (1947-1948), en el que Schützenberger asumió el cargo de editora junto a André Kirschen hasta su ida de Estados Unidos.
En 1967, fue cofundadora de la Asociación Internacional de Psicoterapia de Grupo, entidad que comenzó a gestar desde los años de 1950. Ejerció inicialmente como secretaria general —fue la primera persona en ocupar ese puesto—, luego como vicepresidenta y desde 2003, como archivera honoraria. En 1964, organizó el Primer Congreso Internacional de Psicodrama en la Facultad de Medicina de París. Fue en 1967 que el profesor Roger Mucchielli, titular de la cátedra de psicología de la Universidad de Niza, le permitió integrar la institución. Después de haber sido asistente, Schützenberger se convirtió en profesora emérita, analista y terapeuta de grupo, y consultora para Naciones Unidas.
En la década de 1970, comenzó a interesarse por las terapias complementarias para los pacientes con cáncer así como también en brindar apoyo psicológico a los pacientes y sus familias. En 2002, participó en el recientemente creado Instituto La Source al mismo tiempo que ya dictaba seminarios y cursos de capacitación sobre psicogenealogía y psicología social alrededor de todo el mundo. Por otra parte, cofundó con Armelle Thomas Benesse la Escuela Francesa de Psicodrama, administrada por IFEP, que continúa con la enseñanza y el desarrollo de métodos de psicodrama y terapias de grupo. Para 2002, su libro ¡Ay mis ancestros!, publicado originalmente en 1988, se había convertido en un éxito de ventas al mismo tiempo que dictaba conferencias sobre la memoria transgeneracional en Australia, Argentina, Suecia y Portugal.
En 2006, limitó sus actividades al entorno de la Universidad de Niza pero continúa publicando libros vinculados a la psicogenealogía, ámbito en el que es considerada una importante referente.